# Villa de Ves
Villa de Ves község Spanyolországban, Albacete tartományban. Lakosainak száma 55 fő (2024).

## Földrajza
Villa de Ves Casas de Ves, Balsa de Ves, Carcelén, Jalance és Jarafuel községekkel határos.

## Népesség
A település lakosságának változását az alábbi diagram mutatja:
| Lakosok száma | 66   | 74   | 75   | 60   | 56   | 54   | 63   | 56   | 62   | 55   |
|               | 2001 | 2004 | 2006 | 2009 | 2011 | 2014 | 2016 | 2019 | 2021 | 2024 |